# 5805-ös mellékút (Magyarország)
Az 5805-ös mellékút egy bő 20,5 kilométeres hosszúságú, négy számjegyű mellékút Baranya vármegye területén, Szentlőrinc és Sellye térségét köti össze, bár utóbbi várost nem érinti közvetlenül.

## Nyomvonala
Szentlőrinc központjában ágazik ki a 6-os főútból, annak 216+700-as kilométerszelvénye közelében, dél felé; ugyanitt ér véget a 6601-es út, amely Sásd térségétől (Oroszlótól) húzódik idáig, majdnem pontosan 30 kilométer hosszan. Belterületi szakasza előbb a Munkácsy Mihály utca, majd az Erzsébet utca nevet viseli, s a belvárosban két elágazása is van: előbb az 5811-es út ágazik ki belőle nyugat felé, majd az 5817-es torkollik bele kelet felől. [Mindkét útszakasz az 1970-es évekig a 6-os főút része volt, mint ahogy a mai 5805-ös is az volt e két kereszteződés közti, nagyjából 300 méteres szakaszán.] 1,3 kilométer megtétele után éri el a város déli szélét, ott kiágazik belőle keletnek az 58 302-es számú mellékút a helyi vasútállomás kiszolgálására, majd keresztezi a Budapest–Pécs-vasútvonal és a Murakeresztúr–Szentlőrinc-vasútvonal vágányait.
A 3. kilométerénél egy viszonylag éles irányváltás jelzi a város déli határának elérését, az út onnantól nyugatabbi irányt vesz, kelet felé pedig kiágazik belőle egy alsóbbrendű mellékút Tarcsapuszta irányába. Királyegyháza területén folytatódik, a belterületet 4,4 kilométer után éri el, s ott a Petőfi Sándor utca nevet veszi fel. Majdnem három kilométeren át kanyarog az észak-déli irányban hosszan elnyúló faluban, már 7,4 kilométer megtételénél jár, amikor a község déli peremén kiágazik belőle az 5806-os út Sumony és azon át Sellye központja felé.
Kevéssel ezután eléri Gyöngyfa északi határát, majd keresztezi a Szentlőrinc–Sellye-vasútvonal vágányait, Gyöngyfa-Magyarmecske megállóhely térségének nyugati szélénél. A 10. kilométerét elhagyva Gyöngyfa házai közé ér, ahol Kossuth Lajos utca a neve, a 12. és 13. kilométerei között pedig Magyarmecske belterületén húzódik végig, újra Petőfi Sándor utca néven. Utóbbi község központjában egy elágazása is van: kelet felől az 5803-as út torkollik bele, mely Baksa déli szélétől vezet idáig.
13,6 kilométer után az út eléri Magyartelek határszélét, egy darabig a határvonalat kíséri, de lakott helyeket itt nem érint; 14,3 kilométer megtételét követően már Gilvánfa határai között folytatódik. Ez utóbbi község lakott területén az Új sor nevet viselve húzódik végig, nagyjából a 15. és 16. kilométerei között. A folytatásban mintegy két kilométernyi szakasza Besence határai között halad – e kisközség a nyomvonaltól keletre fekszik, s az 58 114-es számú mellékúton érhető el, mely az útból annak 18+250-es kilométerszelvénye táján ágazik ki –, utolsó pár száz méterét pedig Csányoszró keleti külterületein teljesíti. Mielőtt még véget érne, keresztezi a már bezárt Középrigóc–Villány-vasútvonal nyomvonalát, majd beletorkollik az 5804-es útba, annak a 26+800-as kilométerszelvénye közelében.
Teljes hossza, az országos közutak térképes nyilvántartását szolgáló kira.kozut.hu adatbázisa szerint 20,555 kilométer.

## Története
1934-ben a kereskedelem- és közlekedésügyi miniszter 70 846/1934. számú rendelete a teljes mai hosszában harmadrendű főúttá nyilvánította, a Szentlőrinc-Vajszló-Vejti közti 642-es főút részeként.
A Kartográfiai Vállalat 1970-es kiadású Magyarország autótérképe az utat már teljes hosszában kiépített, végig szilárd burkolatú (pormentes) útként tünteti fel. Ugyanezen kiadó 1990-ben megjelent Magyarország autóatlasza teljes hosszában portalanított (tehát a pormentesnél egy fokozattal gyengébb minőségű) útként jelöli.

## Települések az út mentén
- Szentlőrinc
- Királyegyháza
- Gyöngyfa
- Magyarmecske
- (Magyartelek)
- Gilvánfa
- (Besence)
- (Csányoszró)